# دورک سفلی
دورک سفلی روستایی است در شهرستان کوهرنگ، بخش بازفت، استان چهارمحال و بختیاری.